# Catharina Ivanovna Romanov
Catharina Ivanovna Romanov (Russisch: Екатерина Иоанновна Романова, Jekaterina Ivanova Romanova) (Moskou, 25 juli 1692 — Sint-Petersburg, 25 juni 1733) was een Russische prinses uit het regerende Keizerlijke Huis Romanov.
Catharina Ivanovna was de dochter van Praskovja Saltykova en de geestelijk achtergebleven tsaar Ivan V van Rusland en dus een oomzegster van Peter de Grote. Toen met de dood van Peter II van Rusland in 1730 de mannelijke lijn van het Huis Romanov uitstierf werd grootvorstin Catharina Ivanovna vanwege haar huwelijk met de zeer impopulaire Karel Leopold van Mecklenburg-Schwerin overgeslagen bij de opvolging in Rusland.
Catherina en Karel Leopold hadden twee kinderen: 
- Elisabeth Catharina Christina (1718-1746)
- een niet nader genoemde dochter (doodgeboren of onmiddellijk na de geboorte gestorven op 18 januari 1722).